# (5330) Senrikyu
(5330) Senrikyu est un astéroïde de la ceinture principale.

## Description
(5330) Senrikyu est un astéroïde de la ceinture principale. Il fut découvert le 21 janvier 1990 à Dynic par Atsushi Sugie. Il présente une orbite caractérisée par un demi-grand axe de 2,76 UA, une excentricité de 0,16 et une inclinaison de 33,7° par rapport à l'écliptique.

## Compléments